# Monastero de las Descalzas Reales
Il monastero de las Descalzas Reales (o di Nostra Signora della Consolazione), conosciuto anche più semplicemente come Las Descalzas Reales, è un monastero di monache di clausura, dell'ordine delle clarisse, che si trova a Madrid.
Il monastero, fondato nel 1559 da Giovanna d'Austria, figlia di Carlo V, infanta di Spagna e arciduchessa d'Austria, sorella di Filippo II di Spagna e madre del futuro re di Portogallo, Sebastiano I, è ubicato nell'omonima piazza di Madrid, a poca distanza dalla centralissima Puerta del Sol.
Come il monastero reale dell'Incarnazione, l'edificio ospita importanti opere d'arte, gran parte delle quali visitabili dal pubblico, ed è uno dei più importanti luoghi religiosi di Madrid.

## Storia

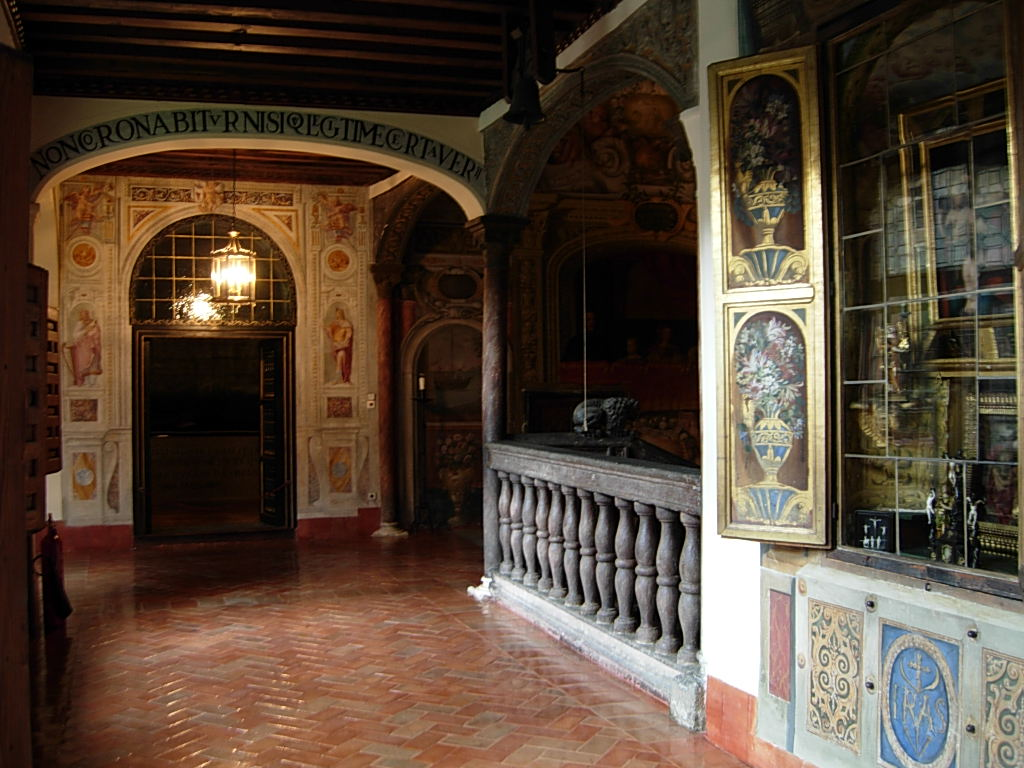
Interno del monastero

Il monastero occupa un antico palazzo che appartenne al tesoriere imperiale Alonso Gutierrez, uno degli edifici più antichi della città che, secondo alcuni studiosi, sarebbe dell'epoca di re Alfonso VI di Castiglia (XI secolo).
Secondo alcune cronache d'epoca, nel 1339 vi furono celebrate le prime Cortes di Madrid; ciò è testimoniato da alcuni reperti conservati nel monastero.
Allorquando Filippo II di Spagna si trasferì all'Alcazar, la madre di questi, l'imperatrice Isabella ne ricevette la dotazione e, nel 1535, vi nacque colei che diverrà la fondatrice del monastero, Giovanna d'Austria. 
Il monastero venne costruito negli anni '50 del XVI secolo, e alla sua progettazione prese parte anche Isabella Borgia Enríquez (suor Francesca delle Clarisse) nipote di Papa Alessandro VI. 
Nel 1558, Francesco Borgia, nipote di Isabella, inviò qui, dal convento di Santa Chiara di Gandia, alcune monache clarisse, d'accordo col superiore dell'Ordine francescano, mentre nel giorno dell'Assunzione del 1559, si celebrarono i festeggiamenti dell'inaugurazione del monastero con una processione solenne cui prese parte il sovrano Filippo II con tutta la famiglia reale; la costruzione della chiesa terminò nel 1564.
Nel 1580, Maria d'Asburgo, vedova dell'imperatore Massimiliano II, fu accolta nel monastero adottando lo stile della comunità monastica e, il 22 aprile 1602 diede una grande festa in onore di re Filippo III con lo scopo di convincere il sovrano a non spostare la sede della corte reale da Madrid a Valladolid, cosa che, nonostante tutto, avvenne ugualmente.
Maria morì il 21 febbraio 1603 e il suo corpo fu inumato nel Chiostro Basso del monastero ma, dopo 13 anni, Filippo III ne ordinò la traslazione in un sepolcro più lussuoso collocato nel coro della chiesa.
Durante la guerra civile spagnola il monastero fu privato della sua comunità monastica e, nonostante le sue opere d'arte furono protette dagli eventi bellici, subì danni in seguito ad alcuni bombardamenti, (in particolare furono seriamente danneggiati lo scalone ed il coro); alla fine della guerra le monache poterono rientrare nell'edificio.
Nel XX secolo furono fatti lavori di consolidamento della struttura resisi necessari in seguito alla creazione, in piazza de las Descalzas, di un parcheggio sotterraneo che ne minò la stabilità.

## La comunità
La prima comunità, inviata da san Francesco Borgia, giunse da un centro della provincia di Valencia, Gandia; la prima badessa fu suor Francesca de Jesús, che si avvalse della collaborazione di sua sorella, Maria, figlia del marchese di Dénia.
Nel 1559 la comunità monastica prese possesso del monastero con una solenne processione celebrata il giorno dell'Assunta.
Numerose furono le monache di sangue reale che si avvicendarono nel monastero, oltre a Giovanna di Castiglia e a Maria di Spagna:
- Infanta Margherita], figlia dell'imperatore Massimiliano II d'Asburgo e di Maria d'Austria;
- Infanta Anna Dorotea d'Austria, figlia illegittima dell'imperatore Rodolfo II, che vestì l'abito all'età di 12 anni e morì nel 1694 a 82 anni;
- Infanta María de la Cruz y Austria, che morì nel 1715 all'età di 74 anni;
- Infanta Catalina María de Ester, figlia dei principi di Modena, nipote dell'infanta Catalina e del duca di Savoia, che vestì l'abito a 8 anni nel 1622 e morì giovanissima nel 1628;
- Margherita de la Cruz, figlia di don Giovanni d'Austria, nipote per parte paterna di Filippo IV di Spagna e per linea materna del celebre pittore José de Ribera detto lo Spagnoletto; entrò nel convento all'età di 5 anni e morì quando ne aveva 36.

Il 3 settembre 1715, re Filippo V di Spagna emise un decreto secondo il quale a tutte le badesse de las Descalzas sarebbe stato concesso il titolo onorifico di Grande di Spagna.

## Architettura

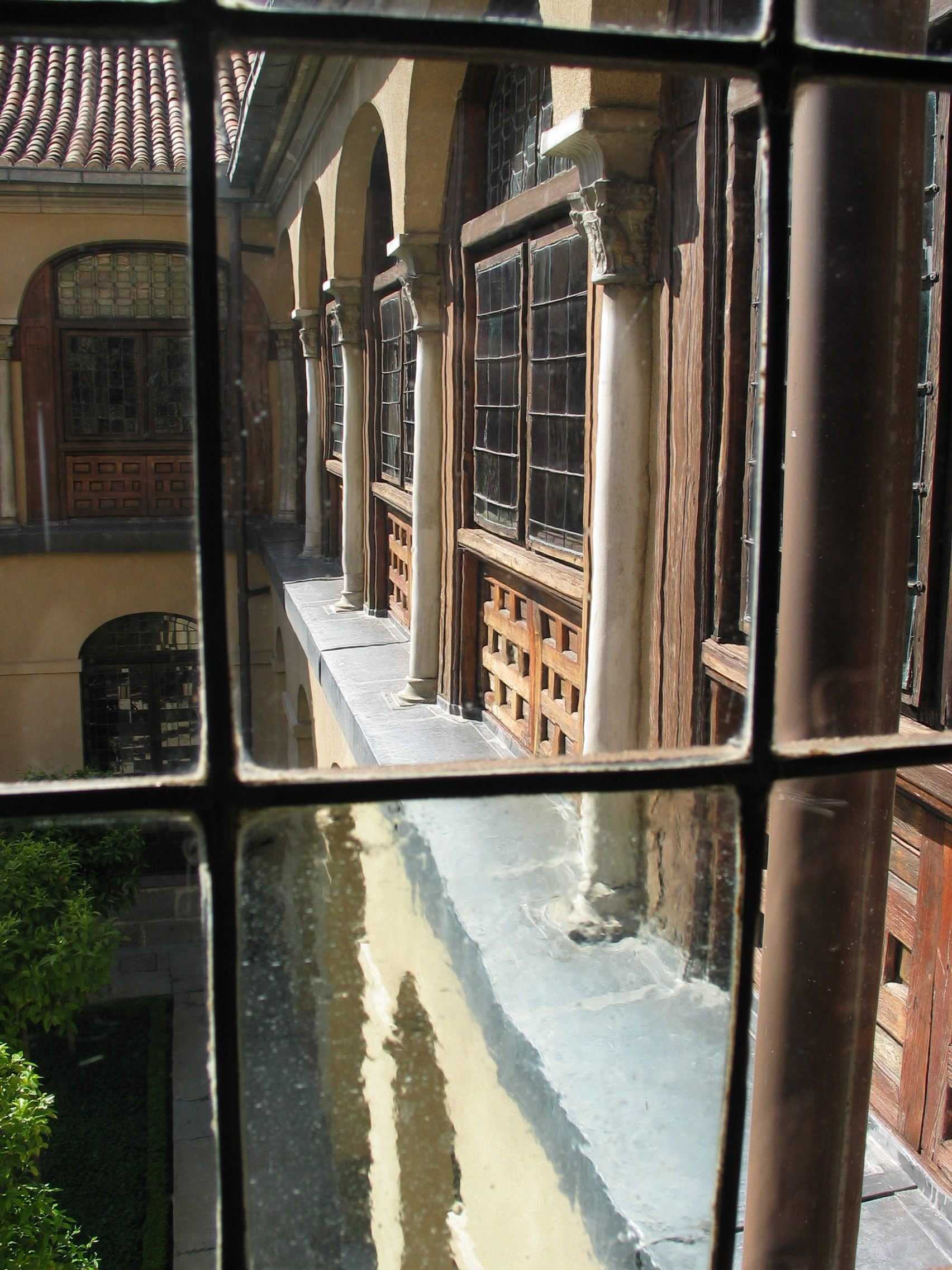
Il chiostro.

In origine il monastero e tutte le sue annesse strutture occupava un'ampia area in corrispondenza dell'attuale calle de Preciados, in un terreno che fu venduto dalla comunità monastica nel XIX secolo.
Gli ingressi della chiesa e del convento guardavano sulla piazza mentre altri due ingressi erano rivolti rispettivamente sulla calle de la Misericordia e su quella la via chiamata Postigo de San Martín.

### La chiesa
L'architetto artefice della chiesa fu Antonio Sillero, mentre Juan Bautista de Toledo (autore dei primi disegni dell'Escorial), nel 1559 eseguì la facciata, una bella ed austera composizione sulla cui entrata campeggia lo stemma della fondatrice; l'altare, il coro e la sacrestia furono invece opera di Juan Gómez de Mora (1612).
Nel 1862 un devastante incendio distrusse la grande pala d'altare eseguita da Gaspar Becerra nel 1565, i dipinti della volta e i ritratti di Pantoja de la Cruz; nonostante ciò, i documenti conservati nella Biblioteca nazionale di Spagna hanno consentito di conoscere le fattezze del grande dipinto.
Nel 1863, una nuova pala proveniente dal Noviziato dei Gesuiti fu posta in chiesa in sostituzione del dipinto perduto e successivamente allocata presso l'Università; questa pala, eseguita nel 1716 per omaggiare la beatificazione del gesuita francese san Francesco Régis, fu eseguita dall'italiano Camillo Rusconi; José Bellver fu incaricato del completamento delle parti laterali dell'opera con la rappresentazione di santi legati alla tradizione francescana: santa Chiara, sant'Antonio, san Domenico e, ovviamente, san Francesco d'Assisi.
Nella cappella di San Giovanni Battista è sepolto Alfonso di Borbone-Dampierre (morto nel 1989), cugino di Juan Carlos di Spagna e pretendente legittimista al trono francese come Alfonso III e suo figlio Francesco (morto nel 1984). Nella cappella di San Sebastiano è sepolto il fratello minore di Alfonso, Don Gonzalo di Borbone-Dampierre (morto nel 2000).

### Opere d'arte
Tra le altre opere d'arte presenti in chiesa vanno menzionate la statua della principessa Giovanna, in marmo bianco, attribuita da alcuni allo scultore italiano Pompeo Leoni e alcune sculture di Gaspar Becerra e della scuola di Gregorio Fernández.
Sull'altare maggiore vi era una tavola raffigurante la Vergine del Miracolo di stile Preraffaellita italo-valenciana, poi collocata in una cappella del chiostro fatta costruire per Giovanni d'Austria, fratello di Carlo II di Spagna.
Nell'edificio vi sono inoltre opere di pittori come Jan Brueghel il Vecchio, Francisco de Zurbarán, Tiziano, Alonso Sánchez Coello, Marcello Coffermans e un salone di arazzi basato su cartoni di Peter Paul Rubens.
Importante è la decorazione dello scalone, piena di effetti prospettici, attribuita a Claudio Coello e Ximénez Donoso e la pregevole raccolta di strumenti liturgici.

### Il chiostro

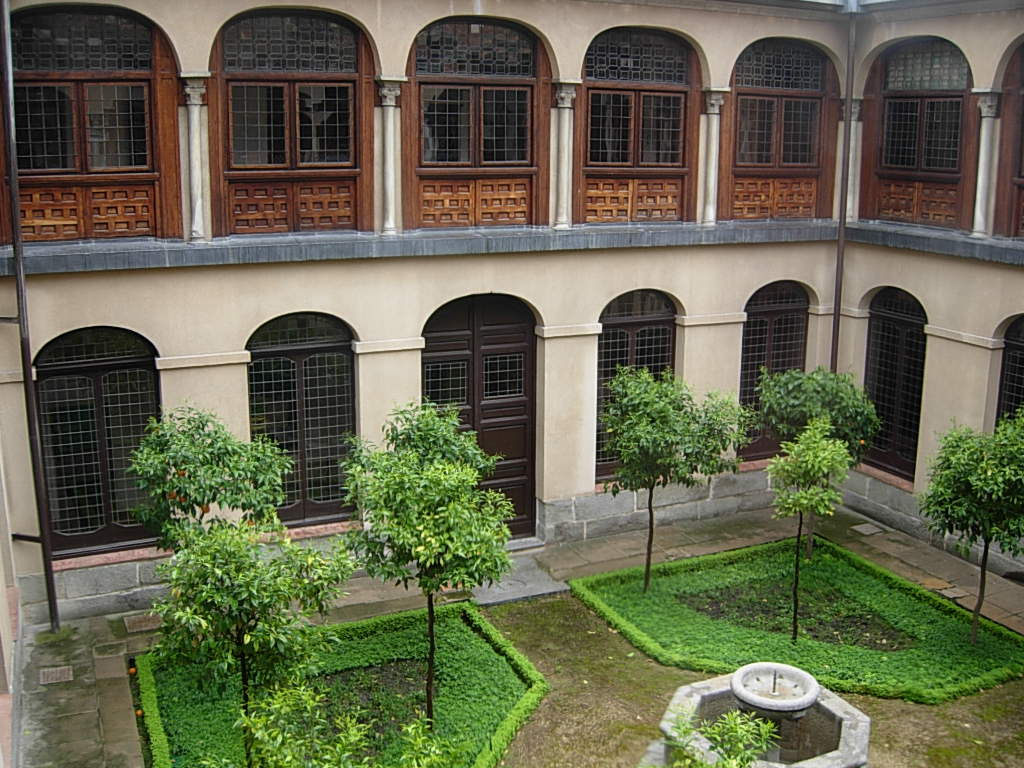
Il Chiostro

Il chiostro è celebre per le processioni che vi si tengono durante la Settimana Santa, in particolare nella giornata del venerdì.
In seguito ai recenti restauri è stato possibile iniziare ad intravedere alcuni elementi originali dell'area claustrale e recenti studi hanno dimostrato che questo spazio costituiva il nucleo originale di quanto fu edificato dal Gutierrez, dando anche un'idea dell'architettura madrilena del XVI secolo.
Lo spazio subì dei rimaneggiamenti prima nel 1679 e quindi nel 1773, sotto Carlo III di Spagna e conta un totale di sessantasei pezzi di marmo, con le colonne di forma cilindrica che rimandano allo stile dei palazzi sivigliani.

## Fonti
- Tutta Madrid, Editorial Fisa Escudo de Oro, ISBN 84-378-2375-7